# Litauische Botschaft Tallinn

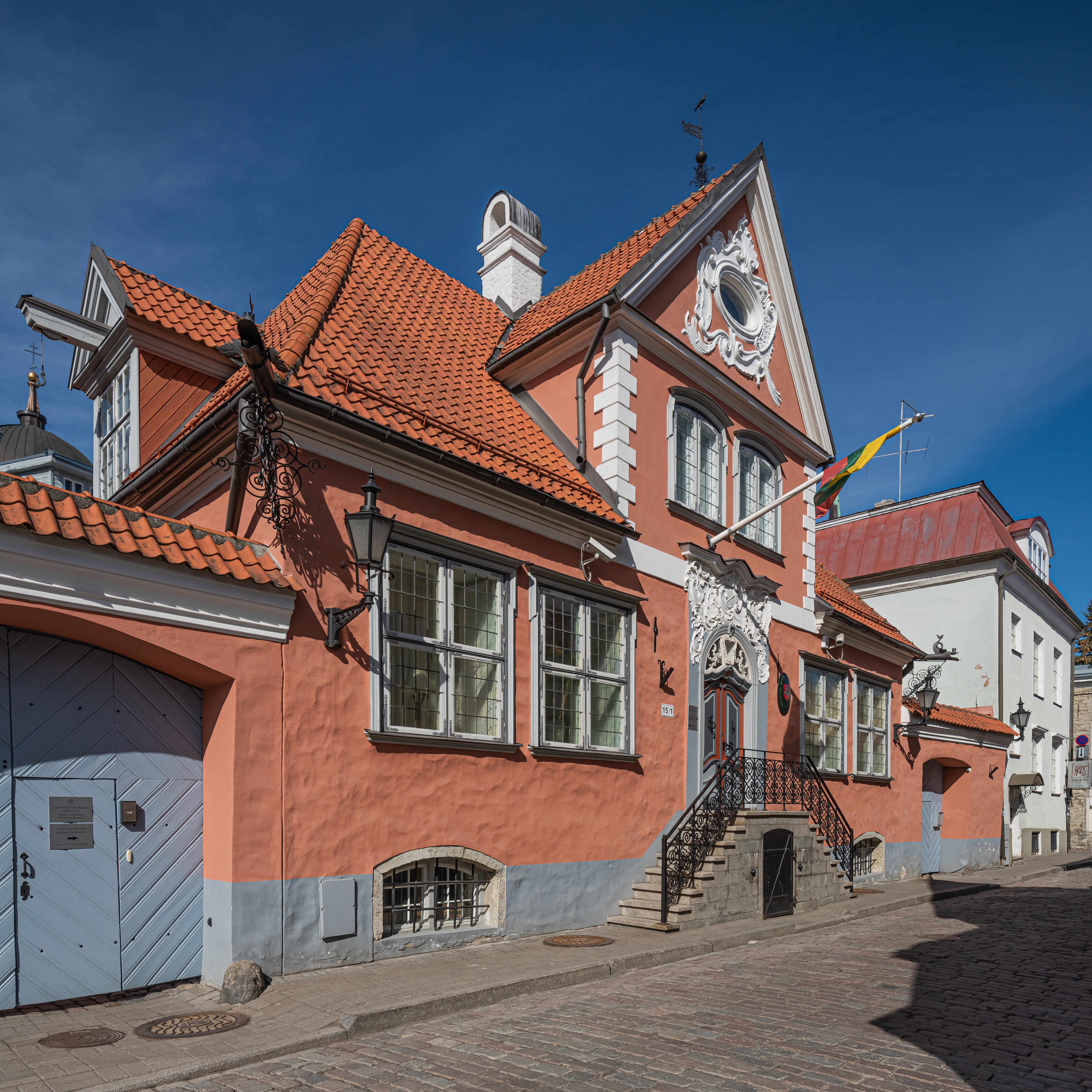
Das Gebäude der Litauischen Botschaft in Tallinn

Die Litauische Botschaft Tallinn ist die diplomatischen Vertretung Litauens in Estland.

## Sitz
Der Sitz der Botschaft befindet sich in der estnischen Hauptstadt Tallinn (deutsch Reval) in der Neuen Straße (estnisch Uus tänav) an der Adresse Neue Straße 15.

## Architektur und Geschichte

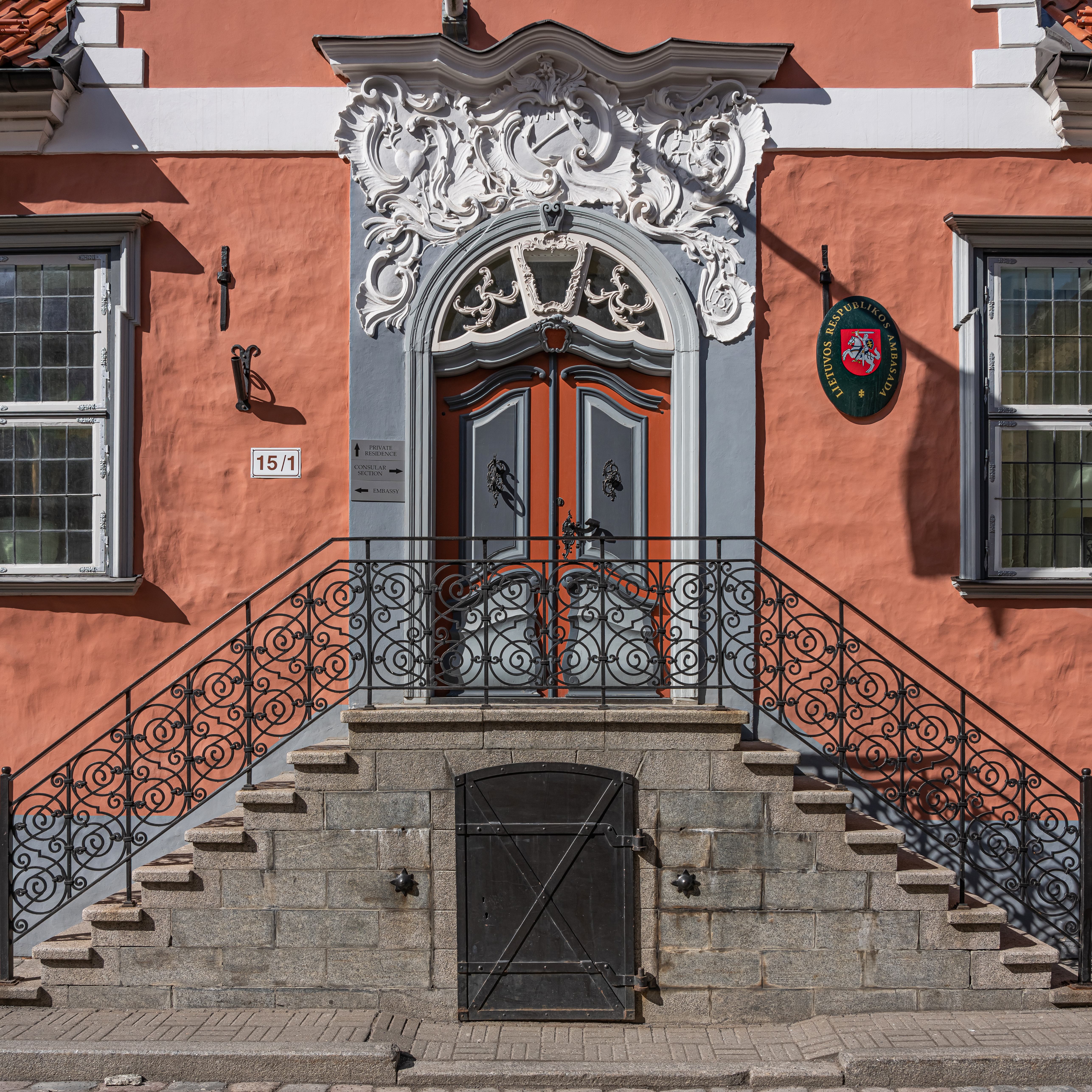
Detail der Hauptfassade mit der Eingangstür

Das im Stil des Barock errichtete denkmalgeschützte Botschaftsgebäude geht vermutlich bis auf die zweite Hälfte des 17. Jahrhunderts zurück. Im Gebäudeinneren befindet sich inschriftlich die Jahreszahl 1744. Es wird angenommen, dass zu diesem Zeitpunkt das Gebäude zum Wohnhaus umgebaut wurde. Am Portal ist die Jahreszahl 1751 zu lesen. Am Haus befinden sich Wappen ehemaliger Eigentümer.
1876 wurde im Haus eine Schule eingerichtet. Beim sowjetischen Luftangriff auf Reval am 9. März 1944 wurde das Gebäude beschädigt. Im Jahr 1949 wurde das Haus wieder für den Schulbetrieb hergerichtet. Von 1988 bis 1990 restaurierten die polnischen staatlichen Werkstätten für Denkmalpflege (PKZ) nach Plänen des estnischen Architekten I. Kannelmäe das Gebäude.
Nach Wiederherstellung der staatlichen Unabhängigkeit der baltischen Staaten diente das Haus dann ab 1995 als Botschaft Litauens in Estland.
Das Gebäude wurde am 15. April 1997 als Denkmal registriert und ist unter der Nummer 3090 im estnischen Denkmalverzeichnis eingetragen.

## Botschafter
Litauischer Botschafter in Estland ist seit dem 5. September 2017 Giedrius Apuokas. In Dorpat besteht ein litauisches Honorarkonsulat.